# Bladensburg-Nationalpark
Der Bladensburg-Nationalpark (engl.: Bladensburg National Park) ist ein Nationalpark im Zentrum des australischen Bundesstaates Queensland.

## Lage
Er liegt 1.152 Kilometer nordöstlich von Brisbane, direkt südlich von Winton. Das 849 Quadratkilometer große Gebiet wurde 1984 zum Nationalpark erklärt.

## Fauna
Die häufigsten Vögel in diesem Gebiet sind die Gemalte Amadine, der Rotbraun gekrönte Emu-Zaunkönig (Stipiturus ruficeps) und der Rotbraunkehlige Honigfresser (Conopophila rufogularis).

## Geländeformen
Im Park finden sich Grassteppen, Flussniederungen, Sandsteingebirge und Tafelberge. Der wichtigste Wasserlauf ist der oft ausgetrocknete Surprise Creek. Bei Fluten wird er zum verflochtenen Wasserlauf.
Das Gelände im Süden des Parks besteht aus zergliedertem Tafelland mit Tafelbergen und Härtlingen. Weiter südlich befinden sich große Sandflächen.

## Geschichte
Bladensburg war einst eine Schafzuchtstation und ist heute als Gebiet mit hoher Biodiversität geschützt. Der größte Teil gehört zur Unterregion Goneaway Tablelands der Bioregion Channel Country, enthält aber auch Teile der Bioregion Mitchell Grass Downs. Im alten Bauernhaus von Bladensburg, das vermutlich in den 1910er-Jahren dorthin verfrachtet wurde, ist heute das Besucherzentrum untergebracht.
Im Park finden sich Dinosaurierfossile sowie alte Lager- und Zeremonienplätze der Aborigines. Am Skull Hole, einem Wasserloch im Park, fand ein Massaker an Aborigines statt, das als Bladensburg-Massaker bekannt wurde.

## Einrichtungen und Zufahrt
Der Park ist auf der Straße von Winton aus nach 16 km zu erreichen. Das Zelten ist an den Ufern des Surprise Creek gestattet. Trinkwasser ist nicht verfügbar.